# Самойловка (Захарьевский район)
Самойловка (укр. Самійлівка) — село, относится к Захарьевскому району Одесской области Украины.
Население по переписи 2001 года составляло 107 человек. Почтовый индекс — 66732. Телефонный код — 4860. Занимает площадь 0,56 км². Код КОАТУУ — 5125281303.

## Местный совет
66731, Одесская обл., Захарьевский р-н, с. Йосиповка